# 천하장사 마돈나
《천하장사 마돈나》는 2006년에 개봉한 대한민국의 영화이다. 이해영과 이해준이 공동으로 감독·각본을 맡았고, SMAP의 멤버 구사나기 쓰요시, 배우 백윤식, 이상아가 특별 출연했다. 대한민국 영화로서는 보기 드물게 MTF 트랜스젠더를 소재로 한 영화이면서도 무거운 드라마가 아닌 가벼운 코미디로 스토리를 전개하여, "독특한 소재가 지닌 한계성을 극복하고 보편적인 이야기로 거듭났다"는 평가를 받았다.

## 줄거리
뚱뚱하고 평범해보이는 소년 오동구. 그는 성별과 외모를 떠나 마돈나 같은 멋지고 여성적인 진짜 "여성"이 되고 싶어하는 소년이었다. 사모하는 일본어 선생님 앞에서는 수줍은 소녀가 되는 오동구는 외모와 장래희망하고는 달리 씨름에 남다른 재능을 보여준다. 여성이 되기 위한 수술비를 벌기위해 씨름부에 들어가 씨름대회에 참가하게 되면서 뜻하지 않은 재능을 발견하고 승승장구하게 되는데...... 소녀 감성에 천하장사 오동구가 벌이는 좌충우돌 성장기는 성정체성과 가치관에 대한 재미있는 의문을 던져주고 있다.

## 캐스팅
- 류덕환 : 오동구 역
- 백윤식 : 씨름부 감독 역
- 김윤석 : 동구 아빠 역
- 이상아 : 동구 엄마 역
- 이언 : 박준우 역
- 문세윤 : 덩치 1 역
- 김용훈 : 덩치 2 역
- 윤원석 : 덩치 3 역
- 박영서 : 종만 역 - 동구 친구
- 김원식 : 오동철 역
- 최정우 : 사장 역
- 오윤홍 : 사장 부인 역
- 장남열 : 담임선생 역
- 유승규 : 쌍둥이 1 역
- 유승민 : 쌍둥이 2 역
- 김경익 : 진철 역
- 윤미영 : 진철 부인 역
- 김광민 : 초등학생 동구 역
- 곽인준 : 입원실의 목사 역
- 권오진 : 일꾼 역
- 권재원 : 변호사 역
- 홍기준 : 경찰 역
- 김태준 : 공연장 코러스 역
- 구사나기 쓰요시 : 일어교사 역 (특별출연)
- 정명준 : 씨름대회장 캐스터 역